# Bobac
Bobacul (numită și Marmota de stepă; Marmota bobak) este o specie de marmotă care populează stepele din Europa de Est, (în primul rând Ucraina, Rusia și Belarus), și Asia Centrală (estul Kazahstanului).. 
Marmota bobac este un analog mai mare al câinelui de prerie din America de Nord, cu o burtă deosebit de rotundă și o postură de alertă stabilită în spate. Spre deosebire de alte specii, bobacul prosperă pe pășuni și pe marginea câmpurilor cultivate. Activă pentru aproximativ cinci luni și jumătate în fiecare an, marmota lasă grupul social natal după al doilea an de hibernare. La vârsta de trei ani ajunge la maturitate sexuală. Marmotele din specia respectivă au un singur „apel de alarmă”, dar studiile au demonstrat că bobacul sună mai repede atunci când trăiește pe un teren abrupt și mai lent, atunci când trăiește în teren plat. Marmota de stepă a servit ca un „rezervor” natural de alimente, care a salvat mulți ucraineni, ruși și sovietici de la foame, în timpul foametei periodice din ultima sută de ani, iar blana lor este folosită ocazional pentru a face pălării și haine. În afara Moscovei sunt ferme experimentate în creșterea marmotelor în captivitate pentru producția de blană.
Ca și alte marmote, bobacul este susceptibil de infecția cu ciumă bubonică. O populație de marmote care trăiesc în Munții Ural se crede că a servit drept gazdă pentru epidemia de ciumă bubonică care a lovit vestul Rusiei, la sfârșitul secolului al XIX-lea.

## În România și Republica Moldova
Paleontologul român I.Z. Barbu semnalase în anul 1930 resturi fosile de bobac în Botoșani și Cluj. Denumirea sa de bobac sau baibac este un împrumut din turco-tătară. Bobacul sau marmota de stepă este rudă apropiată a marmotei alpine, după cum dovedește și observația milenară a țăranului român, atent cunoscător al fiecărei viețuitoare. Toponimia a păstrat la rândul sau o serie de dovezi ale prezenței acestui animal în fauna României, dovezi concretizate prin denumiri de sate precum Țarina Baibacilor, Baibaci, Baibaraci, Bibaraceasca, La Baibaci, Gura Baibaciului etc. . 
Prezența bobacului sau a baibacului în diferite zone ale țării este evidențiată indirect de onomastică și folclor. În Teleorman, Călărași, Giurgiu, Brăila, Ialomița și Ilfov, porecla de baibac era dată unui bărbat mic de statură, gras și rotofei precum o marmotă. Deosebit de prețuite erau blănurile de bobac din care se confecționau în vechime haine pentru femei și copii, denumite baibarace. În Valahia haina respectivă se numea baibafir și constituia un cadou prețios între darurile de nuntă ale mireselor de viță boierească. Datorită blănii sale foarte prețuite, bobacul a dispărut din Moldova în preajma anului 1761, în Bărăgan, Dobrogea și Basarabia supraviețuind până în secolul al XIX-lea.

## Subspecii
Subspeciile speciei:
- M. b. bobak
- M. b. tschaganensis

## Vezi și
- Lista animalelor dispărute din România
- Lista animalelor dispărute din Republica Moldova